# 中央红色医院旧址
中央紅色醫院舊址（曾名為亚盛顿医館，又名福音醫院舊址），是全國重點文物保護單位長汀革命舊址的一部分，位於福建省龍巖市長汀縣。醫院原名亞盛頓醫館，在1904年由英國的基督教會創辦，1926年改名為福音醫院，在當時是方圓數百里範圍內數一數二的大醫院。南昌起義後，醫院為南下的中國共產黨部隊救治傷兵，成為南昌起義中共部隊事實上的戰地醫院。中國工農紅軍第四軍（紅四軍）進軍福建，福音醫院成為中央革命根据地首座為中國工農紅軍服務的醫院，其後又成立了中央革命根據地首所護士學校。醫院在1932年改名為中央紅色醫院，翌年遷至江西瑞金，成為中國共產黨史上首座正規的醫院。旧址在1961年列入第一批福建省文物保護單位，並在1988年作为长汀革命旧址的一部分列入第三批全国重点文物保护单位，保存狀況完好，但遊人不多。

## 歷史

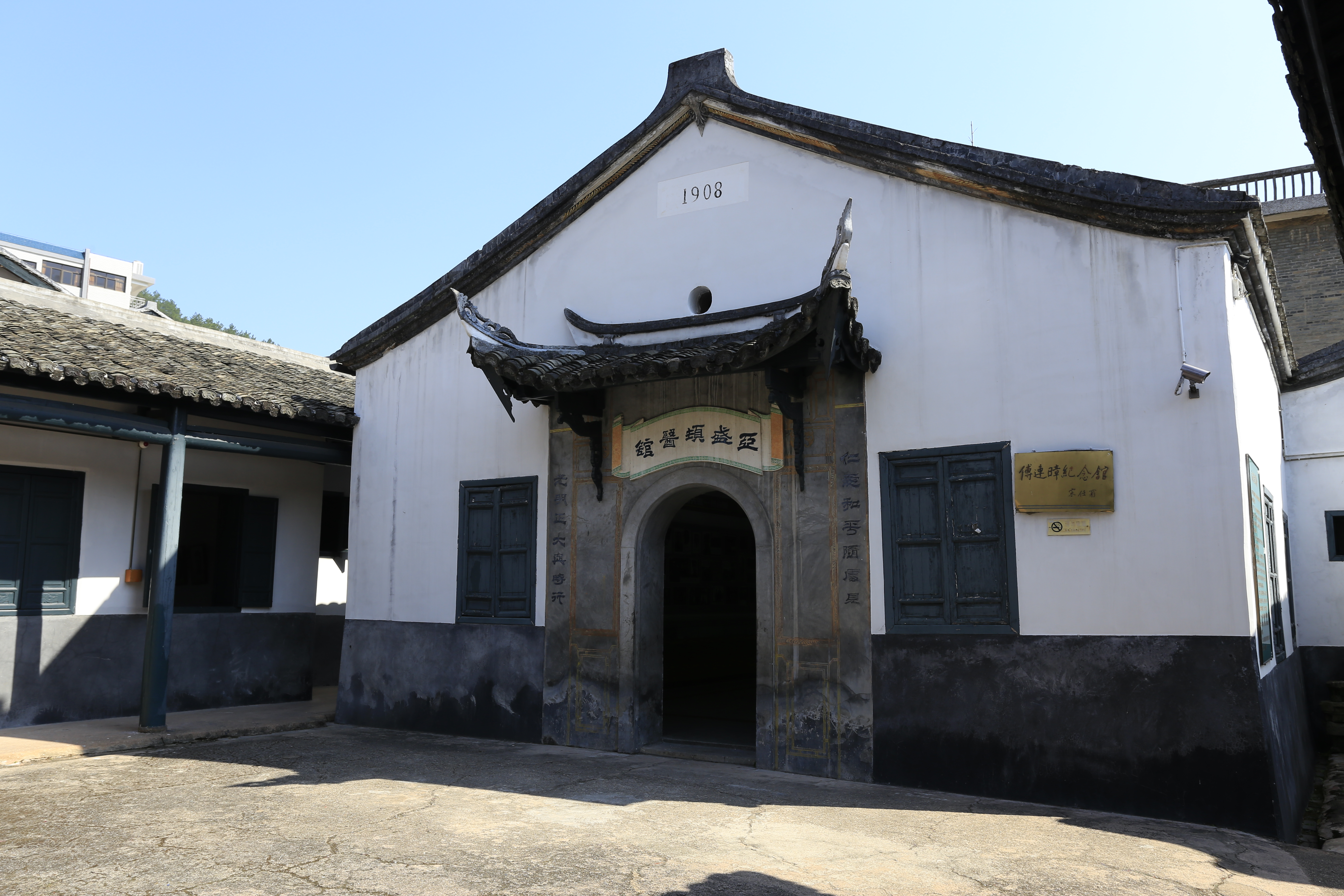
旧址內的傅连暲纪念馆

中央红色医院原名亞盛頓醫館，在1904年由英國的基督教會創辦，於1908年落成。亞盛頓醫館的规模並不大、设备並不齐全，但在當時是方圆數百里範圍內数一数二的大医院。1925年正值五四運動，醫院的英籍院長、醫生、牧師懼於激憤的民情，逃離汀州鎮，群眾便推舉助理醫師傅連暲擔任院長。翌年，亞盛頓醫館改名為福音醫院。
1927年8月，南昌起义發生，中國国民党追击南下的中國共產黨部隊；汀州鎮的中國共產黨地下組織负责人私下與傅连暲會面，恳求他為中共部隊救治伤兵，得到傅连暲的答允。於是，傅连暲及其家眷每天為送到福音醫院的伤兵施行手术；福音医院共接收了陳賡等300多個伤员，成為南昌起义中共部隊事实上的战地医院。
到了1929年，中國工農紅軍第四軍（紅四軍）進軍福建，福音醫院成為中央蘇區首座為中國工農紅軍服務的醫院。數十名紅四軍傷兵獲福音醫院提供治療，而傅连暲也鼓励医院的医务人员参與红军，以組織红军医疗队；此外，由於當時福建西部有天花疫情，傅连暲主动向紅四軍軍長朱德提議为全体红四军官兵接种牛痘。
1931年，中華民國政府對中央蘇區實施经济封锁，導致药品供應紧張；紅四軍領導人毛泽东便指示傅连暲派員到上海購买药品，並在上海、上杭、峰市鎮、汕头等地开设地下药店。同年，傅连暲在福音医院創立「中国工农红军看护学校」，為中国工农红军培訓了60餘名護理人員，是中央革命根据地首所護士學校。
1932年，正在指揮漳州戰役的毛澤東因肺病而到福音醫院接受住院治療，並了解醫院的工作、當地民情與政府行政問題。期間，他提出「福音醫院」是基督教會醫院的名字，建議把醫院改名為「中央紅色醫院」，獲傅連暲同意。毛澤東在福音醫院療養的時間一說為两个月，一說為四個多月。翌年，傅连暲在毛澤東的意見下把医院和个人的财产全數捐给红军；中央红色医院則迁至江西瑞金，由傅连暲雇用150个挑夫把医院設備運到當地，由此成立中国共产党史上首座正规的医院。

## 結構
中央红色医院旧址位於福建省龙岩市长汀县东门街东后巷56号，佔地1,887平方米。医院為西式建築，由七座依地勢布局的土木結構平房構成，共設有房間30間，包括禮堂、傳達室、婦產科室、外科室、內科室、藥房、化驗室、手術室、醫護住房、病房、膳廳等。整修後的医院旧址還增設了傅连暲纪念馆、贺子珍就诊室等設施。

## 保護
中央红色医院旧址在1961年列入第一批福建省文物保護單位，並在1988年作为长汀革命旧址的一部分列入第三批全国重点文物保护单位。而在1966年，旧址進行了修復工程，按醫院本來的外觀來修復。在政府部門的保護下，旧址保存完好；但是，長汀縣的位置較為偏僻，知道旧址的存在、以至前來參觀的人士並不多。